# Zwarte klokjeswants
De zwarte klokjeswants (Strongylocoris steganoides) is een wants uit de familie van de blindwantsen (Miridae). De soort werd het eerst wetenschappelijk beschreven door John Reinhold Sahlberg in 1875.

## Uiterlijk
De ovale wants is langvleugelig en kan 3.5 tot 4 mm lang worden. De zwarte glanzende wants is bedekt met korte donkere haartjes. De kop is geel of bruin en soms zwart. De pootjes zijn geel of bruin met op de schenen zwarte stekeltjes. De antennes zijn ook zwart met uitzondering van het eerste segment dat geelbruin is.

## Leefwijze
De wants kent één generatie per jaar en overwintert als eitje. De soort leeft in open, droge, zanderige gebieden uitsluitend op grasklokjes (Campanula rotundifolia) en de volwassen wantsen kunnen daar vanaf juni tot augustus op worden aangetroffen.

## Leefgebied
Na 1961 is de soort slechts enkele malen waargenomen in Nederland en hij staat dan ook te boek als zeer zeldzaam. De wants heeft een Palearctisch verspreidingsgebied en komt voornamelijk voor in Europa